# 11933 Himuka
11933 Himuka este un asteroid din centura principală de asteroizi.

## Descriere
11933 Himuka este un asteroid din centura principală de asteroizi. A fost descoperit pe 15 martie 1993 la Kitami de Kin Endate și Kazuro Watanabe. Asteroidul prezintă o orbită caracterizată de o semiaxă mare de 2,67 ua, o excentricitate de 0,19 și o înclinație de 11,4° în raport cu ecliptica.